# Raymond (Minnesota)
Raymond és una població dels Estats Units a l'estat de Minnesota. Segons el cens del 2000 tenia 803 habitants.

## Demografia
Segons el cens del 2000, Raymond tenia 803 habitants, 310 habitatges, i 222 famílies. La densitat de població era de 508,3 habitants per km².
Dels 310 habitatges en un 37,4% hi vivien nens de menys de 18 anys, en un 57,7% hi vivien parelles casades, en un 10% dones solteres, i en un 28,1% no eren unitats familiars. En el 25,2% dels habitatges hi vivien persones soles el 14,8% de les quals corresponia a persones de 65 anys o més que vivien soles. El nombre mitjà de persones vivint en cada habitatge era de 2,59 i el nombre mitjà de persones que vivien en cada família era de 3,08.
Per edats la població es repartia de la següent manera: un 30,8% tenia menys de 18 anys, un 6,8% entre 18 i 24, un 27,9% entre 25 i 44, un 18,8% de 45 a 60 i un 15,7% 65 anys o més.
L'edat mediana era de 34 anys. Per cada 100 dones de 18 o més anys hi havia 92,4 homes.
La renda mediana per habitatge era de 34.083 $ i la renda mediana per família de 40.865 $. Els homes tenien una renda mediana de 28.092 $ mentre que les dones 18.676 $. La renda per capita de la població era de 15.399 $. Entorn del 7,4% de les famílies i el 10,8% de la població estaven per davall del llindar de pobresa.

## Poblacions més properes
El següent diagrama mostra les poblacions més properes.